# Żabostowo
Żabostowo – część miasta Kaczory w Polsce położona w województwie wielkopolskim, w powiecie pilskim, w gminie Kaczory.
Rodzaj miejscowości z osada na część miasta Kaczory został zmieniony 1.01.2022 r. w wyniku, tego że Kaczory stały się miastem, Żabostowo jako leżące na terenie miasta, stało się automatycznie jego częścią. 
W latach 1975–1998 miejscowość należała administracyjnie do województwa pilskiego.